# Grand Prix automobile d'Autriche 1979
Résultats du Grand Prix automobile d'Autriche de Formule 1 1979 qui a eu lieu sur l'Österreichring le 12 août 1979.

## Classement
| Pos  | N° | Pilote                | Écurie             | Tours | Temps/Abandon      | Grille | Points |
| ---- | -- | --------------------- | ------------------ | ----- | ------------------ | ------ | ------ |
| 1    | 27 | Alan Jones            | Williams-Ford      | 54    | 1 h 27 min 38 s 01 | 2      | 9      |
| 2    | 12 | Gilles Villeneuve     | Ferrari            | 54    | +36 s 05           | 5      | 6      |
| 3    | 26 | Jacques Laffite       | Ligier-Ford        | 54    | +46 s 77           | 8      | 4      |
| 4    | 11 | Jody Scheckter        | Ferrari            | 54    | +47 s 21           | 9      | 3      |
| 5    | 28 | Clay Regazzoni        | Williams-Ford      | 54    | +48 s 92           | 6      | 2      |
| 6    | 16 | René Arnoux           | Renault            | 53    | +1 tour            | 1      | 1      |
| 7    | 3  | Didier Pironi         | Tyrrell-Ford       | 53    | +1 tour            | 10     |        |
| 8    | 22 | Derek Daly            | Ensign-Ford        | 53    | +1 tour            | 11     |        |
| 9    | 7  | John Watson           | McLaren-Ford       | 53    | +1 tour            | 16     |        |
| 10   | 8  | Patrick Tambay        | McLaren-Ford       | 53    | +1 tour            | 14     |        |
| Abd. | 5  | Niki Lauda            | Brabham-Alfa Romeo | 45    | Moteur             | 4      |        |
| Abd. | 22 | Patrick Gaillard      | Ensign-Ford        | 42    | Suspension         | 24     |        |
| Abd. | 29 | Riccardo Patrese      | Arrows-Ford        | 34    | Suspension         | 13     |        |
| Abd. | 18 | Elio De Angelis       | Shadow-Ford        | 34    | Moteur             | 22     |        |
| Abd. | 6  | Nelson Piquet         | Brabham-Alfa Romeo | 32    | Moteur             | 7      |        |
| Abd. | 9  | Hans-Joachim Stuck    | ATS-Ford           | 28    | Moteur             | 18     |        |
| Abd. | 25 | Jacky Ickx            | Ligier-Ford        | 26    | Moteur             | 21     |        |
| Abd. | 2  | Carlos Reutemann      | Lotus-Ford         | 22    | Tenue de route     | 17     |        |
| Abd. | 15 | Jean-Pierre Jabouille | Renault            | 16    | Boîte de vitesses  | 3      |        |
| Abd. | 20 | Keke Rosberg          | Wolf-Ford          | 15    | Panne électrique   | 19     |        |
| Abd. | 14 | Emerson Fittipaldi    | Fittipaldi-Ford    | 15    | Freins             | 12     |        |
| Abd. | 17 | Jan Lammers           | Shadow-Ford        | 3     | Accident           | 23     |        |
| Abd. | 30 | Jochen Mass           | Arrows-Ford        | 1     | Moteur             | 20     |        |
| Abd. | 1  | Mario Andretti        | Lotus-Ford         | 0     | Embrayage          | 15     |        |
| Nq.  | 31 | Héctor Rebaque        | Lotus-Ford         |       | Non qualifié       |        |        |
| Nq.  | 24 | Arturo Merzario       | Merzario-Ford      |       | Non qualifié       |        |        |

Légende :
- Abd.=Abandon

## Pole position et record du tour
- Pole position : René Arnoux en 1 min 34 s 07 (vitesse moyenne : 227,397 km/h).
- Tour le plus rapide : René Arnoux en 1 min 35 s 77 au 40e tour (vitesse moyenne : 223,360 km/h).

## Tours en tête
- Gilles Villeneuve : 3 (1-3)
- Alan Jones : 51' (4-54)

## À noter
- 3e victoire pour Alan Jones.
- 3e victoire pour Williams en tant que constructeur.
- 123e victoire pour Ford Cosworth en tant que motoriste.